# Ponte de Lima (freguesia)
A Freguesia de Ponte de Lima é uma extinta freguesia portuguesa do Município de Ponte de Lima, freguesia que tinha 1,41 km² de área e 2 871 habitantes (2011), e, por isso, uma densidade populacional de  2 036,2 hab./km².
A Freguesia de Ponte de Lima foi extinta (agregada), pela última Reorganização administrativa do território das freguesias, de acordo com a Lei n.º 11-A/2013 de 28 de Janeiro, tendo o seu território sido agregado ao da Freguesia de Arca para constituir a nova Freguesia de Arca e Ponte de Lima com sede em Ponte de Lima.

## População
| População da freguesia de Ponte de Lima | População da freguesia de Ponte de Lima | População da freguesia de Ponte de Lima | População da freguesia de Ponte de Lima | População da freguesia de Ponte de Lima | População da freguesia de Ponte de Lima | População da freguesia de Ponte de Lima | População da freguesia de Ponte de Lima | População da freguesia de Ponte de Lima | População da freguesia de Ponte de Lima | População da freguesia de Ponte de Lima | População da freguesia de Ponte de Lima | População da freguesia de Ponte de Lima | População da freguesia de Ponte de Lima | População da freguesia de Ponte de Lima |
| --------------------------------------- | --------------------------------------- | --------------------------------------- | --------------------------------------- | --------------------------------------- | --------------------------------------- | --------------------------------------- | --------------------------------------- | --------------------------------------- | --------------------------------------- | --------------------------------------- | --------------------------------------- | --------------------------------------- | --------------------------------------- | --------------------------------------- |
| 1864                                    | 1878                                    | 1890                                    | 1900                                    | 1911                                    | 1920                                    | 1930                                    | 1940                                    | 1950                                    | 1960                                    | 1970                                    | 1981                                    | 1991                                    | 2001                                    | 2011                                    |
| 2 064                                   | 2 356                                   | 2 297                                   | 2 249                                   | 2 574                                   | 2 536                                   | 2 542                                   | 2 193                                   | 2 420                                   | 3 030                                   | 2 485                                   | 2 660                                   | 2 374                                   | 2 752                                   | 2 871                                   |

Nos anos de 1911 a 1930 tinha anexada a freguesia de Arca. Pelo decreto lei nº 27.424, de 31/12/1936, foram desanexadas, passando a constituir freguesias autónomas.
| Distribuição da População por Grupos Etários | Distribuição da População por Grupos Etários | Distribuição da População por Grupos Etários | Distribuição da População por Grupos Etários | Distribuição da População por Grupos Etários | Distribuição da População por Grupos Etários | Distribuição da População por Grupos Etários | Distribuição da População por Grupos Etários | Distribuição da População por Grupos Etários | Distribuição da População por Grupos Etários |
| -------------------------------------------- | -------------------------------------------- | -------------------------------------------- | -------------------------------------------- | -------------------------------------------- | -------------------------------------------- | -------------------------------------------- | -------------------------------------------- | -------------------------------------------- | -------------------------------------------- |
| Ano                                          | 0-14 Anos                                    | 15-24 Anos                                   | 25-64 Anos                                   | > 65 Anos                                    |                                              | 0-14 Anos                                    | 15-24 Anos                                   | 25-64 Anos                                   | > 65 Anos                                    |
| 2001                                         | 431                                          | 404                                          | 1411                                         | 506                                          |                                              | 15,7%                                        | 14,7%                                        | 51,3%                                        | 18,4%                                        |
| 2011                                         | 459                                          | 311                                          | 1 516                                        | 585                                          |                                              | 16,0%                                        | 10,8%                                        | 52,8%                                        | 20,4%                                        |

## Política

### Eleições autárquicas(Junta de Freguesia)
| Partido      | %    | M    | %    | M    | %    | M    | %    | M    | %    | M    | %    | M    | %    | M    | %    | M    | %    | M    | %    | M    |
| Partido      | 1976 | 1976 | 1979 | 1979 | 1982 | 1982 | 1985 | 1985 | 1989 | 1989 | 1993 | 1993 | 1997 | 1997 | 2001 | 2001 | 2005 | 2005 | 2009 | 2009 |
| ------------ | ---- | ---- | ---- | ---- | ---- | ---- | ---- | ---- | ---- | ---- | ---- | ---- | ---- | ---- | ---- | ---- | ---- | ---- | ---- | ---- |
| PPD/PSD      | 33,9 | 4    |      |      |      |      | N/D  | N/D  | 36,0 | 4    | 40,2 | 4    | 47,2 | 5    | 50,7 | 5    | 46,4 | 5    | 39,7 | 4    |
| FEPU/APU/CDU | 23,7 | 2    | 23,8 | 3    | 23,8 | 3    | N/D  | N/D  | 20,3 | 2    | 13,2 | 1    | 11,8 | 1    | 11,5 | 1    | 10,4 | 1    | 8,2  |      |
| CDS-PP       | 23,0 | 2    |      |      |      |      | N/D  | N/D  | 24,9 | 2    | 21,3 | 2    | 20,3 | 2    |      |      | 14,7 | 1    | 16,9 | 2    |
| PS           | 16,4 | 1    | 14,3 | 2    | 22,2 | 3    | N/D  | N/D  | 14,9 | 1    | 21,0 | 2    | 17,0 | 1    | 17,1 | 2    | 22,0 | 2    | 30,1 | 3    |
| AD           |      |      | 60,2 | 8    | 49,0 | 7    | N/D  | N/D  |      |      |      |      |      |      |      |      |      |      |      |      |
| IND          |      |      |      |      |      |      | N/D  | N/D  |      |      |      |      |      |      | 16,8 | 1    |      |      |      |      |

## Património edificado

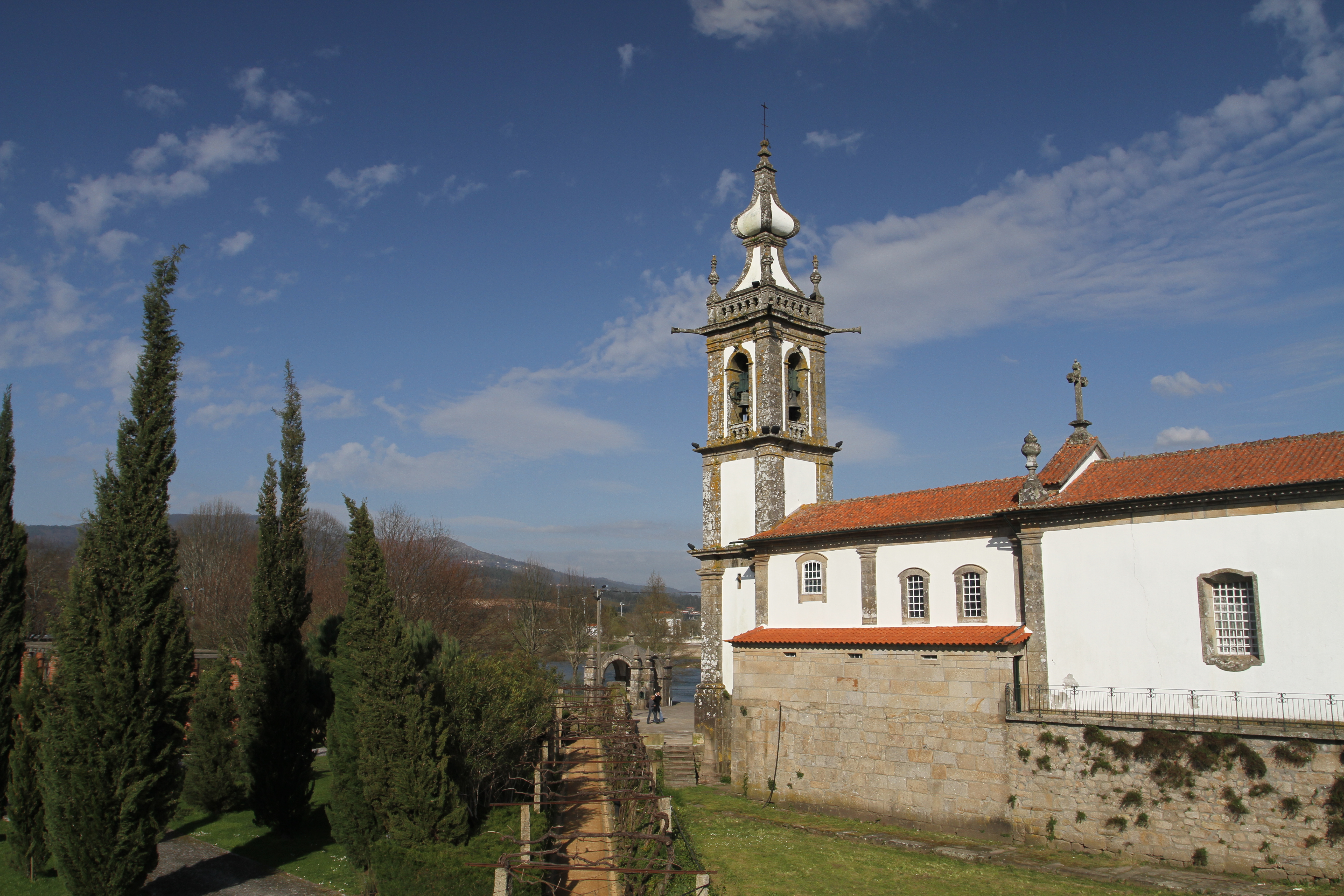
Igreja de Santo António da Torre Velha

- Albergaria de São João de Deus (Quartéis)
- Capela da Senhora da Penha de França
- Capela das Pereiras
- Capela do Anjo da Guarda ou Padrão de São Miguel
- Casa das Pereiras (jardim e logradouro)
- Casa de Nossa Senhora da Aurora
- Casa de Nossa Senhora da Lapa (ou Casa dos Calixtos, Calistos, Casa do Pinheiro, Casa dos Olveira Rego)
- Casa dos Barbosas Aranhas (casa torreada)
- Conjunto de 17 edifícios no Bairro das Pereiras
- Igreja da Misericórdia de Ponte de Lima
- Igreja de Santo António da Torre Velha
- Igreja Matriz de Ponte de Lima
- Museu dos Terceiros
- Paços do Marquês
- Pelourinho de Ponte de Lima
- Ponte sobre o Lima
- Casa e Quinta de Baldrufa (casa, portal, fonte, área de cultivo, pinhal e cruzeiro de entrada)
- Torre de São Paulo e da Cadeia (e pano de muralha entre elas) - Muralha de Ponte de Lima
- Zona antiga de Ponte de Lima